# Communauté de communes Cœur de Puisaye
Die Communauté de communes Cœur de Puisaye ist ein ehemaliger französischer Gemeindeverband mit der Rechtsform einer Communauté de communes im Département Yonne in der Region Bourgogne-Franche-Comté. Sie wurde am 6. November 2012 gegründet und umfasste 24 Gemeinden. Der Verwaltungssitz befand sich im Ort Toucy.

## Historische Entwicklung
Der Gemeindeverband entstand durch Fusion der Vorgängerorganisationen Communauté de communes du Canton de Bléneau, Communauté de communes de la Puisaye Fargeaulaise und Communauté de communes du Toucycois.
Mit Wirkung vom 1. Januar 2017 fusionierte der Gemeindeverband mit
- Communauté de communes Portes de Puisaye Forterre sowie
- Communauté de communes Forterre Val d’Yonne

und bildete so die Nachfolgeorganisation Communauté de communes de Puisaye-Forterre.

## Ehemalige Mitgliedsgemeinden
1. Beauvoir
2. Bléneau
3. Champcevrais
4. Champignelles
5. Diges
6. Dracy
7. Égleny
8. Fontaines
9. Lalande
10. Lavau
11. Leugny
12. Mézilles
13. Moulins-sur-Ouanne
14. Parly
15. Pourrain
16. Rogny-les-Sept-Écluses
17. Ronchères
18. Saint-Fargeau
19. Saint-Martin-des-Champs
20. Saint-Privé
21. Tannerre-en-Puisaye
22. Toucy
23. Villeneuve-les-Genêts
24. Villiers-Saint-Benoît